# Campeonato Panamericano de Balonmano Masculino Junior de 2005
El VI Campeonato Panamericano de Balonmano Masculino Junior de 2005 se disputó entre el 8 y el 12 de marzo de 2005  en Mar del Plata, Argentina. y es organizado por la Federación Panamericana de Balonmano Este campeonato entregó tres plazas para el Campeonato Mundial de Balonmano Masculino Junior de 2005

## Grupo Único
| Equipo      | PTS | J | G | E | P | GF  | GC  | DG   |
| ----------- | --- | - | - | - | - | --- | --- | ---- |
| Argentina   | 10  | 5 | 5 | 0 | 0 | 181 | 94  | +87  |
| Brasil      | 8   | 5 | 4 | 0 | 1 | 181 | 119 | +62  |
| Chile       | 6   | 5 | 3 | 0 | 2 | 155 | 146 | +9   |
| Uruguay     | 4   | 5 | 2 | 0 | 3 | 124 | 140 | -16  |
| Groenlandia | 2   | 5 | 1 | 0 | 4 | 131 | 158 | -27  |
| Puerto Rico | 0   | 5 | 0 | 0 | 5 | 103 | 218 | -115 |

### Resultados
| Fecha      | Hora  | Partido³    | Partido³ | Partido³    | Resultado |
| ---------- | ----- | ----------- | -------- | ----------- | --------- |
| 8.04.2005  | 14:30 | Uruguay     | -        | Groenlandia | 24-23     |
| 8.04.2005  | 16:30 | Brasil      | -        | Chile       | 30-27     |
| 8.04.2005  | 19:00 | Argentina   | -        | Puerto Rico | 47-12     |
| 9.04.2005  | 15:00 | Groenlandia | -        | Chile       | 26-33     |
| 9.04.2005  | 17:00 | Puerto Rico | -        | Brasil      | 18-57     |
| 9.04.2005  | 19:00 | Uruguay     | -        | Argentina   | 17-33     |
| 10.04.2005 | 15:00 | Chile       | -        | Puerto Rico | 40-21     |
| 10.04.2005 | 17:00 | Brasil      | -        | Uruguay     | 33-20     |
| 10.04.2005 | 19:00 | Argentina   | -        | Groenlandia | 31-18     |
| 11.04.2005 | 13:00 | Puerto Rico | -        | Uruguay     | 20-34     |
| 11.04.2005 | 15:00 | Groenlandia | -        | Brasil      | 24-38     |
| 11.04.2005 | 17:00 | Chile       | -        | Argentina   | 24-40     |
| 12.04.2005 | 08:30 | Puerto Rico | -        | Groenlandia | 32-40     |
| 12.04.2005 | 10:30 | Uruguay     | -        | Chile       | 29-31     |
| 12.04.2005 | 12:30 | Argentina   | -        | Brasil      | 30-23     |

| Argentina           |
| Campeón             |
| Argentina 3° título |

### Clasificación general
| Argentina      |
| Brasil         |
| Chile          |
| 4. Uruguay     |
| 5. Groenlandia |
| 6. Puerto Rico |

## Clasificados al Mundial 2005
| Bandera de Argentina | Bandera de Brasil | Bandera de Chile |
| Argentina            | Brasil            | Chile            |
| -------------------- | ----------------- | ---------------- |